# Institut Polis
Pour les articles homonymes, voir Polis (homonymie).
 (juillet 2023).
Le contenu est difficilement compréhensible vu les erreurs de traduction, qui sont peut-être dues à l'utilisation d'un logiciel de traduction automatique.
 (juillet 2023).
La mise en forme du texte ne suit pas les recommandations de Wikipédia : il faut le « wikifier ».
Les points d'amélioration suivants sont les cas les plus fréquents :
- Les titres sont pré-formatés par le logiciel. Ils ne sont ni en capitales, ni en gras.
- Le texte ne doit pas être écrit en capitales (les noms de famille non plus), ni en gras, ni en italique, ni en « petit »…
- Le gras n'est utilisé que pour surligner le titre de l'article dans l'introduction, une seule fois.
- L'italique est rarement utilisé : mots en langue étrangère, titres d'œuvres, noms de bateaux, etc.
- Les citations ne sont pas en italique mais en corps de texte normal. Elles sont entourées par des guillemets français : « et ».
- Les listes à puces sont à éviter, des paragraphes rédigés étant largement préférés. Les tableaux sont à réserver à la présentation de données structurées (résultats, etc.).
- Les appels de note de bas de page (petits chiffres en exposant, introduits par l'outil «  Source ») sont à placer entre la fin de phrase et le point final[comme ça].
- Les liens internes (vers d'autres articles de Wikipédia) sont à choisir avec parcimonie. Créez des liens vers des articles approfondissant le sujet. Les termes génériques sans rapport avec le sujet sont à éviter, ainsi que les répétitions de liens vers un même terme.
- Les liens externes sont à placer uniquement dans une section « Liens externes », à la fin de l'article. Ces liens sont à choisir avec parcimonie suivant les règles définies. Si un lien sert de source à l'article, son insertion dans le texte est à faire par les notes de bas de page.
- La présentation des références doit suivre les conventions bibliographiques. Il est recommandé d'utiliser les modèles {{Ouvrage}}, {{Chapitre}}, {{Article}}, {{Lien web}} et/ou {{Bibliographie}}. Le mode d'édition visuel peut mettre en forme automatiquement les références.
- Insérer une infobox (cadre d'informations à droite) n'est pas obligatoire pour parachever la mise en page.

Pour une aide détaillée, merci de consulter Aide:Wikification.
Si vous pensez que ces points ont été résolus, vous pouvez retirer ce bandeau et améliorer la mise en forme d'un autre article.
Polis – The Jerusalem Institute of Languages and Humanities est une institution académique non lucrative basée à Jérusalem, en Israël, fondée en 2011 fondée en 2011 par un groupe international de numéraires de l'Opus Dei en réponse à un intérêt -selon son slogan- de renouveau mondial dans les langues anciennes et les civilisations,,,,,et pour faire revivre les Sciences Humaines à travers l’étude de sources culturelles occidentales et orientales.
Calquée sur les développements récents en Linguistique Appliquée et sur l’expertise israélienne de l’enseignement de l’hébreu moderne (méthode de l’Oulpan), la méthode Polis enseigne les « langues mortes » dans un environnement monolingue et entièrement immersif.
L’Institut est situé dans le quartier de Musrara, près de la Vieille Ville de Jérusalem. Les étudiants viennent de plus de trente pays différents.

## Histoire
L’institut a été enregistré en 2011 dans les registres non-lucratifs d’Israël (document en hébreu) et offre des cours d’hébreu moderne, d’arabe et de grec koinè tout au long de l’année. L’idée principale était d’enseigner les langues anciennes comme des langues vivantes, et de mettre ensemble une équipe de professeurs qui parlent différentes langues afin qu’ils puissent échanger des techniques et des stratégies d’enseignement entre eux. Il est vite devenu évident à quel point l’immersion totale dans les cours de langue est importante pour l’enseignement de celles-ci, que ce soit pour les modernes ou les anciennes. La méthode débute essentiellement sur les méthodes de l’enseignement de l’hébreu moderne en Israël et de l’expérience de Christophe Rico en grec ancien.

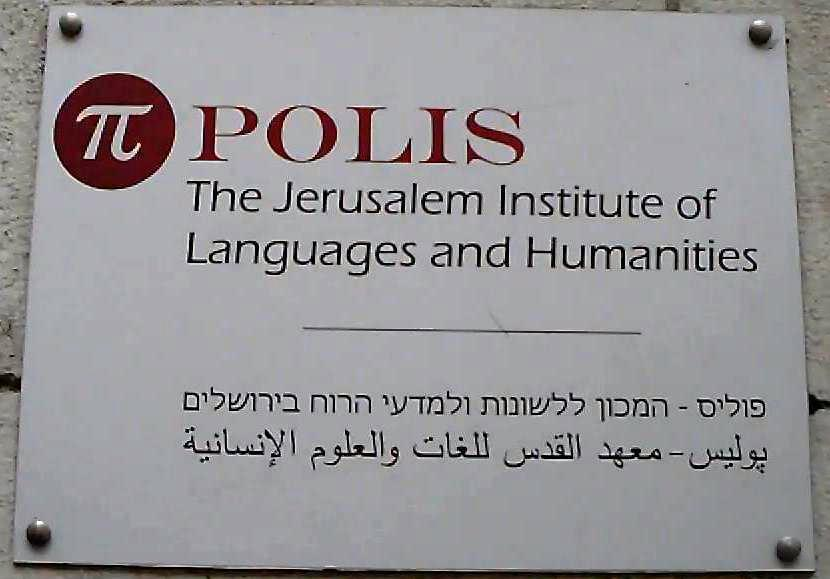
Plaque de l'Institut Polis vue de la rue où l'on peut voir le nom officiel en anglais, hébreu et arabe.

L’Institut Polis et sa faculté ont organisé des cours intensifs de langue et aussi des séminaires courts et des temps de paroles pour promouvoir la méthode Polis et son intérêt pour les langues anciennes, la culture et la littérature dans les autres pays comme l’Italie, le Pérou, l’Argentine, les États-Unis, l’Espagne, le Maroc, la Finlande, la Suède et les Philippines.

## Contexte méthodologique
L’entreprise de Polis s’inscrit dans un contexte de regain d’intérêt pour les langues anciennes. Inspirés par l’efficacité de la méthode directe (en),dans les langues modernes ou par ambition humaniste, plusieurs instituts proposent de nos jours des programmes d’immersion totale en latin, grec ou hébreu (Biblical Language Center, Accademia Vivarium Novum, Paidia…).
L’intérêt pour l'immersion dans les langues anciennes n’est cependant pas nouveau. Montaigne, dans ses Essais, conseille aux précepteurs de ne parler que latin aux enfants afin que ceux-ci l’acquièrent, comme lui, « sans grammaire ou precepte, sans fouet et sans larmes », mais de façon intuitive, comme une langue maternelle ». Plus tard, vers la fin XIXe siècle, des linguistes tels que Sauveur et Franke suggèrent qu’une interaction orale entre l’enseignant et l’élève, dans la langue cible, pourrait permettre une présentation plus efficace du vocabulaire et de la syntaxe d’une langue. Cette vision sera mise en pratique par de nombreux pédagogues (par exemple Berlitz), notamment dans les langues modernes.

## Méthode Polis

### Principes théoriques
La méthode Polis englobe une variété d’approches et de techniques issues de l’enseignement des langues modernes qui sont appliquées à des langues anciennes,.Deux principes se distinguent :

#### Immersion linguistique
De multiples recherches,,,,,soutiennent le principe que l’apprentissage des langues est meilleur dès lors qu’il fait partie d’un environnement complètement immersif où la langue cible est entendue, lue, parlée et écrite. Ce principe théorique pointe la différence principale que l’on trouve entre la méthode Polis qui dérive de la méthode grammaticale utilisée traditionnellement pour la traduction et l’inclusion de certaines techniques pratiques de cette méthodologie.

#### Développement de langage dynamique
La méthode Polis se construit sur l’apprentissage des structures grammaticales dans l’ordre naturel d’acquisition. La méthode reconnaît à la fois la progression de l’étudiant dans l’acquisition basée sur les quatre compétences d’apprentissage des langues (écouter, parler, lire et écrire) mais reconnait aussi les modes de discours ou genres littéraires (le dialogue, la narration, l’argumentation et la poésie) incorporés dans l’acquisition progressive de la langue.
En prenant ces principes en compte, la méthode Polis mélange plusieurs techniques et approches qui se sont développées depuis les années 1970 aux États-Unis et au Canada, et plus récemment en France. Selon C. Rico "La principale innovation de la méthode Polis est l'application de ces deux méthodes afin d'enseigner des langues dites "mortes" comme des langues vivantes."

### Techniques Pratiques

#### Réponse Physique Totale (TPR)
La technique d’apprentissage des langues appelée Total Physical Response (en) (TPR),a été développée par le psychologue James John Asher (San José State University). Elle se base sur ses observations de l’acquisition de la langue par les petits enfants. Bien que la théorie derrière TPR and le terme lui-même aient touchés le grand public seulement à la fin des années 1970, lorsque le professeur Asher a publié Learning Another Language through Actions, beaucoup de ses idées ont des points communs avec la Méthode Directe de W. H. D. Rouse développée vers la fin du XIXe siècle / début XXe siècle.

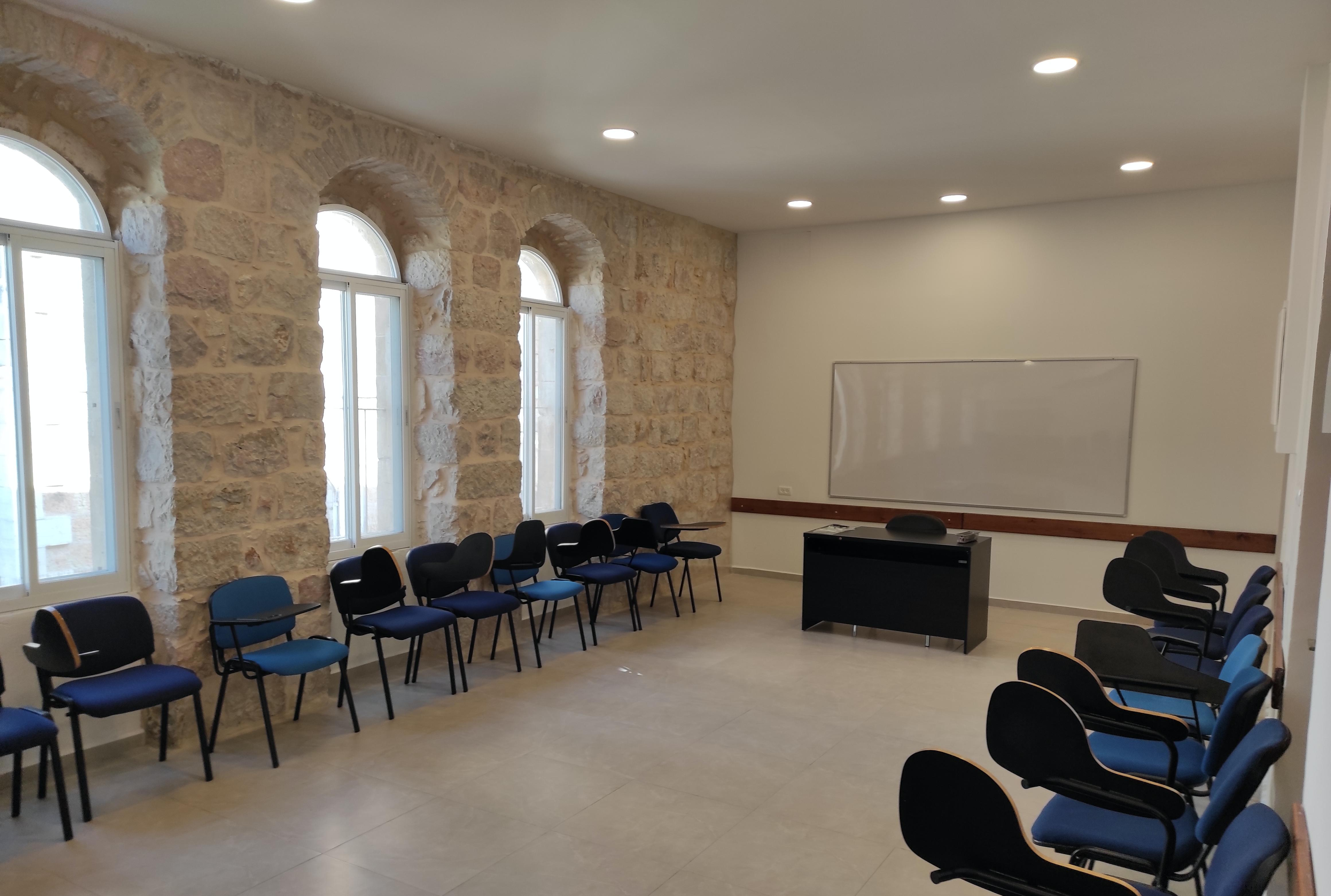
Salle de classe de l'Institut Polis favorisant la méthode TPR et les discussions de groupes.

Avec la méthode Polis, la technique TPR est présente dès le premier cours et tout le long du processus d’apprentissage. Pendant la première session l’étudiant doit simplement réagir à une série de commandes données par le professeur, et aucune interaction verbale n’est attendue. Toutefois on demande aux étudiants plus avancés de décrire leurs actions au fur et à mesure qu’elles sont exécutées afin d’anticiper de futures actions ou de simplement décrire ce qu’ils ont vu. Même si la technique TPR disparaît peu à peu au fur et à mesure que les étudiants avancent en niveau, elle peut se trouver utile même face à des structures complexes particulières telles que le génitif absolu en grec ou l’accusativus cum infinitivo (en).

#### Enseigner la Compétence à travers la Lecture et les Histoires (TPRS)
Le Storytelling,comme une technique d'acquisition de la langue a été créé dans les années 1990 par le professeur d'espagnol Blaine Ray, inspirée par la théorie de Stephen Krashen sur l'acquisition des langues étrangères et sur l'importance du rôle de « compréhensible input (en) » dans la maîtrise de l'élocution de l'étudiant. Selon Krashen il est essentiel que les étudiants soient exposés à des phrases qu'ils peuvent complètement comprendre, une fonctionnalité qui requiert un contrôle strict de comment et quand les nouveaux mots les structures sont présentés, tout en limitant les nouveaux mots a un petit pourcentage du message complet.
Afin de fournir aux étudiants avec un environnement d'enseignement ou le « compréhensible input » peut avoir lieu, Blaine Ray a développé une série d'histoires ou de narrations dans lesquelles les étudiants sont activement impliqués. À travers les narrations, les étudiants sont présentés avec des messages qui correspondent à leur niveau en langue, permettant l'introduction de nouveau vocabulaire.
En adaptant la pratique de raconter des histoires, la méthode Polis exclut complètement la traduction et les explications dans toute autre langue que celle qui est enseignée. Un autre développement de la méthode Polis consiste à souvent demander aux étudiants de répondre avec une phrase complète plutôt qu’avec des mots seuls, les encourageants à internaliser leurs compétences orales.

#### Construire des histoires
La technique de Story Building, a été développé pour la première fois par Greg Thompson ( University of Alberta ) en 2017 avec la méthode dite Growing Participator Approach (en) (GPA). Sa théorie s'appuie sur la présentation d'images en vignettes qui, avec la succession d’images, forme une histoire complète. Les étudiants sont ensuite invités à décrire les images présentées en employant le vocabulaire qu'ils connaissent. Cet exercice renforce la mémorisation et permet l'insertion de nouvelles structures grammaticales liées aux images et au vocabulaire.
Avec la méthode Polis, la technique de construire des histoires est souvent utilisée pour pratiquer le passage du présent au passé.

#### Images et accessoires
Depuis que la mémoire humaine et largement dépendante de l'expérience sensorielle, l'utilisation d'images et d'accessoires est un outil très efficace pour présenter du nouveau vocabulaire, afin que les étudiants associent directement un nouveau mot à une expérience sensorielle,,,.

#### Conversations en paires ou en groupes réduits
Les conversations entre les étudiants en classe sont une caractéristique commune est importante dans l'enseignement des langues modernes,,,que l'Institut Polis applique à l'enseignement des langues anciennes. Cette interaction est un outil très efficace, dans les niveaux plus avancés, Étant donné que l'étudiant pratique et produit un discours il progresse dans l'acquisition de la langue. Les conversations guidées peuvent engager de 2 à 5 étudiants à la fois et sont créées afin de maximiser le temps de parole de chaque étudiant tout en minimisant les erreurs.

#### Expression Séquentielle Vivante (LSE)
La dernière stratégie d'enseignement que les professeurs de l'Institut Polis ont conçu et développé, et qu'ils sont dorénavant en train d'appliquer, est la technique appelée Living Sequential Expression. Cette approche est inspirée par le travail du pédagogue français et enseignant des langues étrangères François Gouin (1831 – 1896) qui a développé une série de méthodes d'acquisition de la langue,. Cette méthode consiste à décortiquer des actions tout en les reproduisant.

#### Autres activités et techniques
Afin que les étudiants puissent s'entraîner à utiliser la langue qu'ils apprennent, l'Institut Polis a mis en place des déjeuners de langue en hébreu et en grec ou les étudiants et les professeurs peuvent parler la langue étudiée dans un autre contexte que celui du cours. Les chansons sont aussi un bon moyen pour les étudiants de retenir les notions vues en cours,,.

## Programmes académiques

### Cours de langues
Tout le long de l'année, l'Institut Polis propose des cours de langues anciennes ou sémitiques (hébreu biblique, grec koinè, latin, syriaque, arabe et hébreu moderne) à Jérusalem, Rome, et en Floride. Ces cours sont enseignés selon la méthode Polis (voir ci-dessus).

### Programmes de master
L'institut Polis propose deux programmes de master en langue qui mettent l'accent sur l'apprentissage des langues et qui peuvent être complétés par différents cours facultatifs en littérature, philosophie, histoire et enseignements de langue complémentaires telles que le syriaque, le copte bohaïrique et le latin.

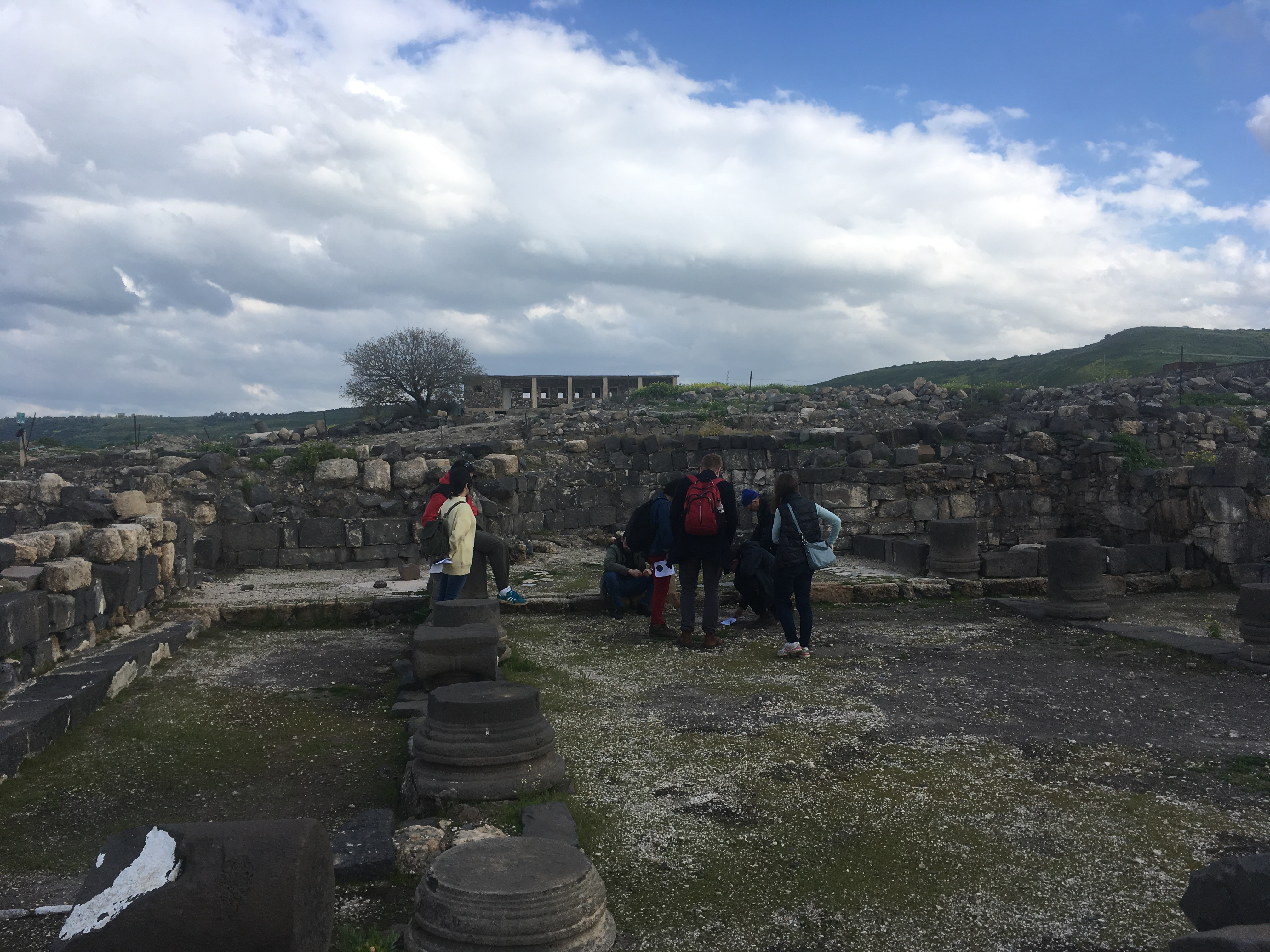
Les étudiants à l'Hérodium lors d'un cours de Géographie Historique.

Le master des arts en philologie antique se concentre sur l'apprentissage du grec koinè et de l'hébreu biblique pour lesquels les étudiants suivent des cours intensifs sur les deux ans. Les étudiants de ce programme doivent avoir suivi quatre niveaux d'hébreu biblique et cinq en grec ancien. En plus des cours de langues, les étudiants peuvent choisir des cours facultatifs qui complètent l'apprentissage de leurs langues comme la philosophie, l'histoire, la géographie, la linguistique, la paléographie et la littérature. Il est certifié conjointement par l'Université pontificale de la Sainte-Croix de Rome, l’Université internationale de Catalogne et l'Institut Polis.
Le master des arts en langues du Moyen-Orient se concentre sur l'apprentissage de l'arabe et de l'hébreu. Les étudiants doivent finir au moins quatre niveaux en hébreu et en arabe standard et trois niveaux en dialecte levantin sur les deux ans. Les étudiants peuvent choisir les mêmes cours facultatifs que le master en philologie de l'Antiquité, mais aussi d'autres langues comme le latin, le syriaque et le copte bohairique. Il est certifié conjointement par l'Université internationale de Catalogne, l'Université de Navarre et l'Institut Polis.
Ouvert aux secondes années de master et les personnes qui suivent le programme de maîtrise du grec ou de l'arabe, des cours de méthodologie de la méthode Polis sont proposés afin d'enseigner les langues en pleine immersion. Ce programme permet de suivre des cours théoriques et pratiques concentrés sur l'enseignement des langues.

### Programmes certifiés
L'institut propose deux programmes sur un an en philologie antique et en langues du Moyen-Orient qui condensent les cours des deux années de chacun des masters sur une seule année. Ce programme est certifié par l'Institut Polis,.

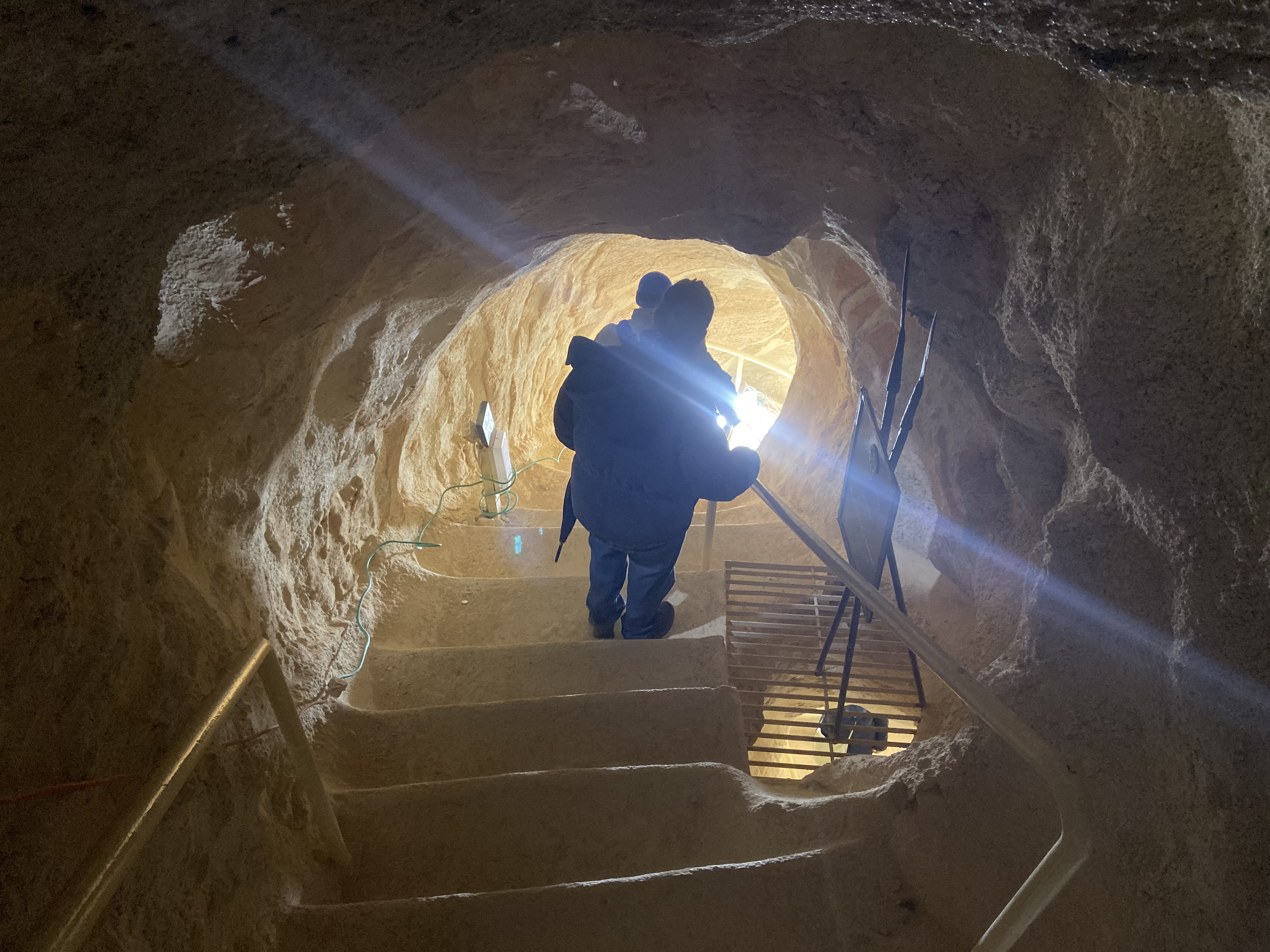
Étudiants de géographie historique dans le réseau souterrain de la forteresse hérodienne développé par les rebelles juifs pendant la révolte de Bar Kochba (130-135 apr. J.-C.).

L'Institut Polis propose aussi deux types de programmes centrés uniquement sur une langue, soit le grec, soit l'arabe. Il n'est pas nécessaire d'avoir de diplômes ou d'avoir suivi un cursus particulier pour suivre ces programmes, mais il est vivement recommandé de prendre des cours complémentaires dispensés à l'Institut pour comprendre les enjeux du milieu culturel de la langue étudiée,.

### Autres programmes
Des cours en langue sont proposés durant l'été hors Jérusalem, en Europe ou aux États-Unis. Durant la pandémie de Covid-19, les cours d'été ont été proposés en ligne.
Depuis avril 2019, l'Institut propose des inscriptions et des cours seulement à distance adaptable pour deux horaires : européen et américain.

### Les Éditions Polis
Parallèlement à l’enseignement, l’institut Polis édite et publie des méthodes d'apprentissage de langues anciennes. La parution de la version anglaise de la méthode de grec Polis (déjà parue en français, italien et allemand chez d’autres éditeurs) ainsi que celle d'une nouvelle grammaire de latin, Forum, ont été annoncées sur le site de l’Institut.

## Conférences
L’Institut Polis a accueilli à plusieurs reprises des conférences internationales et interdisciplinaires sur divers sujets dans le domaine des Sciences Humaines.

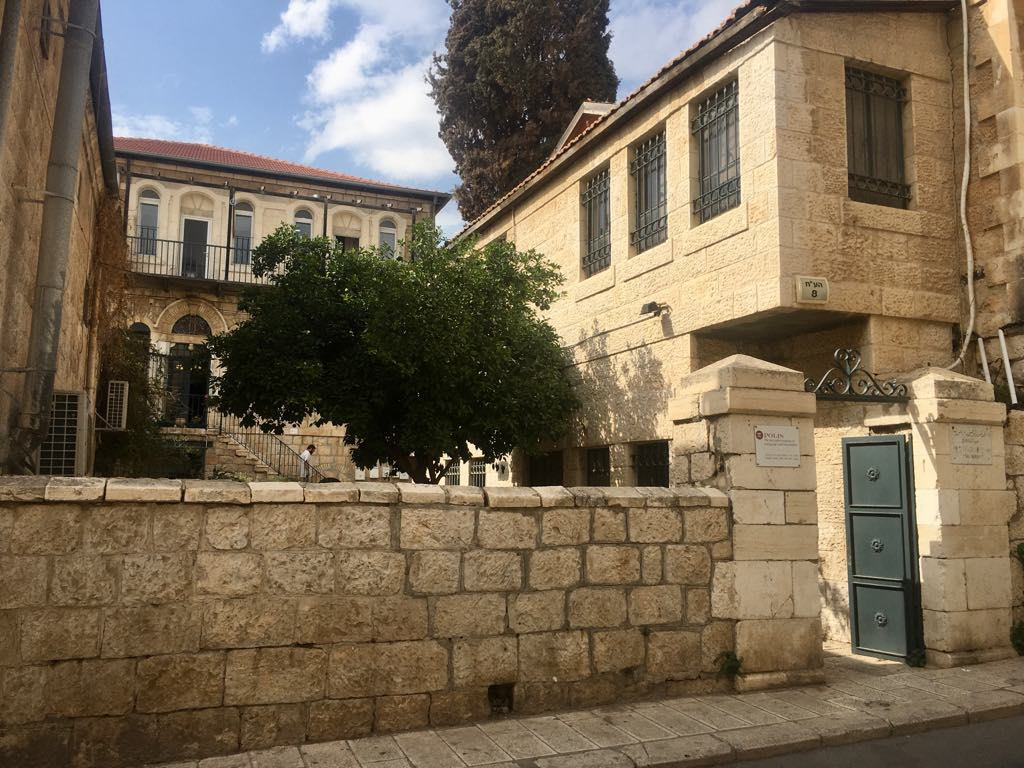
Une vue sur la rue des bâtiments Polis

La première conférence interdisciplinaire donnée à l'Institut Polis sur « l'origine de l'alphabet », s'est tenue en février 2013. De grands experts en linguistique appliquée, psychologie et sociologie sont réunis afin de développer différentes perspectives sur le développement de l'écriture. Sans oublier que le fait le plus accepté est que le concept d'alphabet aurait vu le jour entre l'Égypte et la Phénicie, même s'il se développe indépendamment dans d'autres régions du monde, les universitaires présents à la conférence sont venus répondre aux questions de comment et pourquoi il est apparu.
La seconde conférence qui s'est tenue à l'Institut Polis en janvier 2015 portait sur le sujet « La bibliothèque d'Alexandrie : un carrefour culturel du monde de l'Antiquité »,. Des linguistes spécialistes de la Septante et de la littérature grecque, mais aussi des historiens et des archéologues se sont réunis afin de discuter de la bibliothèque d'Alexandrie, vue comme le centre principal de recherches du IIIe siècle av. J.-C. jusqu'au règne de Cléopâtre (48-30 av. J.-C.). La conférence avait pour but d'essayer de répondre aux questions suivantes : « Où était exactement située la grande bibliothèque et quelles sortes de textes contenait-elle ? À quel point la bibliothèque royale était devenue un point de rencontres de différents langages et différentes cultures ? Et pourquoi les auteurs de l'Antiquité n'ont pas parlé de sa disparition ? »
La troisième conférence qui s’est tenue du 31 mars au 1er avril 2016 à l'Institut Polis célébrait le centenaire du Cours de linguistique générale,, de Ferdinand de Saussure, considéré comme le « père de la linguistique ». Plus d'une douzaine de spécialistes en linguistique générale, pragmatique, philologie, dialectologie, traductologie, terminologie et philosophie sont venus de l'international afin de discuter de différents thèmes liés aux recherches et aux travaux de Ferdinand de Saussure qui a profondément marqué le domaine des Sciences Humaines. Ils n'ont pas fait que discuter de son travail mais aussi de son contexte et de sa réception aux XXe et XXIe siècles.
La quatrième conférence qui s'est tenue à l'Institut Polis les 16 et 17 avril 2018 avait pour sujet : « Transmettre un héritage : l'enseignement des langues anciennes de l'Antiquité au XXIe siècle ». Plus d'une trentaine de chercheurs se sont réunis à l'Institut Polis ou ont soumis des papiers pour la conférence. Elle a couvert différents débats et présentations sur l'enseignement du latin, du grec ancien et de l'hébreu ancien à travers les siècles, comment apprendre à écrire en sumérien antique et aussi une représentation des professeurs de latin au cinéma et dans l'histoire.

## Polis Institute Press
L’institut Polis possède sa propre maison d’édition qui publie des ouvrages qui font la promotion de la Méthode Polis et son l’enseignement des langues. Elle publie aussi de la recherche contemporaine sur des sujets relatifs aux domaines de l’Institut comme les langues anciennes, la culture, l’enseignement des langues, l’histoire et l’histoire de l’enseignement des langues.

### Manuels de langues anciennes

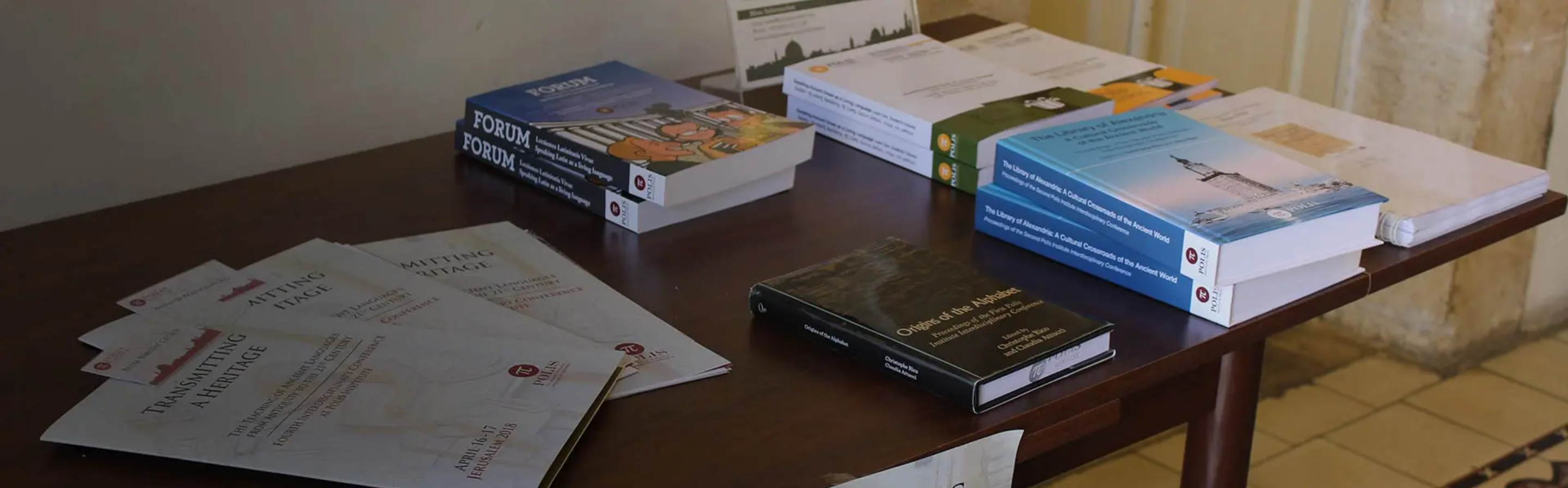
Quelques publications de l'Institut Polis.

Polis : Parler le grec comme une langue vivante est un manuel paru en 2015 qui complète l’enseignement du grec ancien lorsque l’on utilise la méthode Polis. Le Niveau 1 pour cette série de manuels est le premier manuel basé sur de l’anglais publié par la Polis Institute Press. Ce volume particulier comprend des textes de conversation originaux écrits en grec ancien par le linguiste Christophe Rico et illustré par Pau Morales. Il contient également sept chansons originales écrites en grec ancien par de nombreux collaborateurs qui peuvent être écoutées sur le site officiel de l’Institut Polis. Il a été édité en Français (éditions du Cerf,2009), Italien (Edizioni San Paolo, 2010) et Allemand (Helmut Burske, 2011) pour douze chapitres là où la version anglais est une édition étendue à vingt chapitres. En accord avec la méthode Polis, tout le manuel est rédigé en grec ancien, exceptions faites pour les avant-propos, l’introduction à de nouveaux termes grammaticaux et les consignes des exercices qui nécessitent une connaissance avancée du grec ancien. Ces sections sont écrites en anglais.
Les auteurs de Forum : Parler le latin comme une langue vivante affirment qu’il est le premier manuel à compléter une approche qui « applique la méthode principale utilisée pour l’acquisition des langues modernes au Latin ». Publié en 2017, il s’inspire du manuel de grec ancien. Ce manuel est écrit par Christophe Rico en collaboration avec une équipe internationale venant de France, d’Autriche, des Pays-Bas et d’Espagne.

### Publications de recherche

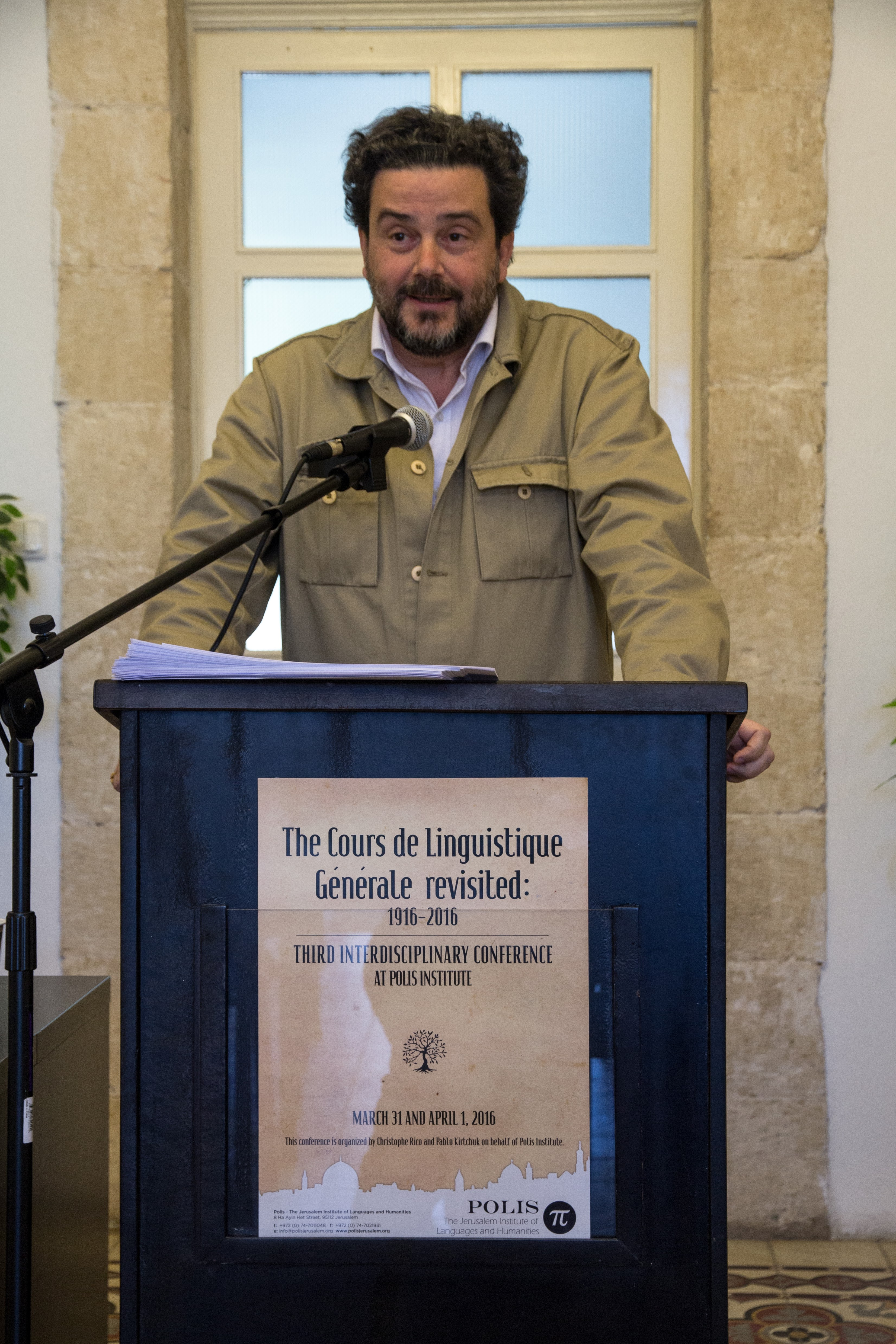
George-Elia Sarfati lors de la troisième conférence interdisciplinaire organisée par l'Institut Polis.

Les origines de l’Alphabet : Déroulement de la première conférence interdisciplinaire de l’Institut Polis réunit les papiers présentés lors de la toute première conférence organisée par l’Institut Polis. Édité par Christophe Rico et Claudia Attucci, ce volume démontre qu’ « un vaste consensus émerge concernant les principaux facteurs et circonstances qui entourent la naissance de l’alphabet. ». Les articles collectés sont en anglais et en français avec les contributions d’Aaron Demsky, Maria Vittoria Tonietti, Emile Puech, Orly Goldwasser, Pascal Vernus, Christophe Rico, Clotilde Pontecorvo et Franca Rossi.
La bibliothèque d’Alexandrie : un carrefour culturel du monde de l’Antiquité : Déroulement de la deuxième conférence interdisciplinaire de l’Institut Polis présente le déroulement de la conférence qui explore les grandes questions autour de la plus célèbre bibliothèque du monde de l’Antiquité. Le livre présente des papiers présentés par Hélène Fragaki, Emmanuel Friedheim, Sylvie Honigman, Christophe Cusset, Anca Dan, Daniela Dueck, Jan Joosten, Jane L. Lightfoot, Christophe Rico, et Étienne Nodet, et couvre différents sujets tels que l’architecture de la bibliothèque, son contenu, sa connexion avec la Septante and les mystères autour de l’incendie qui l’a ravagée. Cette publication a été éditée par Christophe Rico et Anca Dan.
Le cours de Linguistique Générale revisité : 1916-2016 : La troisième conférence interdisciplinaire de l’Institut Polis, édité par Christophe Rico et Pablo Kirtchuk présente le déroulement de la troisième conférence interdisciplinaire de l’Institut Polis sur le Cours de Linguistique Générale. Ce volume contient la contribution d’auteurs et d’universitaires – venant d’Israël, d’Allemagne, de France, d’Espagne et de Belgique – qui sont Elitzur Bar-Asher Siegal, Cyril Aslanov, Gerda Haßler, Eran Cohen, Gilbert Lazard, Herman Parret, François Jacquesson, Georges Kleiber, Maurice Pergnier, Georges-Elia Sarfati, Pablo Kirtchuk, Loïc Depecker, Christophe Rico, et José Ignacio Murillo. Le livre se divise en trois sujets principaux : une réévaluation des sources du CLG et de son influence sur les linguistiques modernes, les principaux concepts et dichotomies du CLG et les pistes d’étude possibles mais éventuellement imprévues par le CLG.

## La communauté de Polis

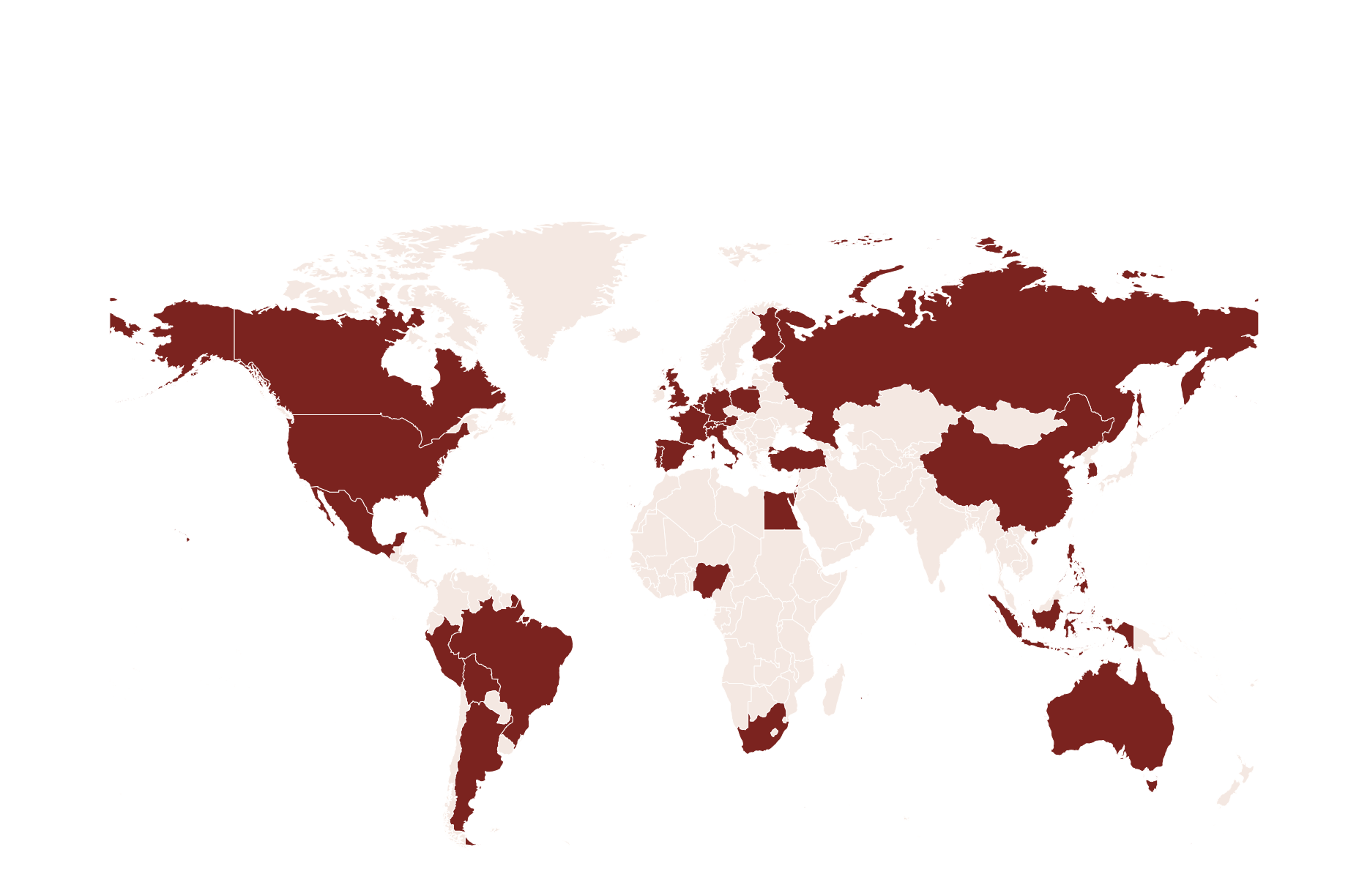
Carte représentant la communauté de l'Institut Polis.

### Internationalité
Les professeurs, le personnel, les anciens étudiants et les étudiants de l’Institut Polis forment une communauté hétérogène dont les membres viennent des quatre coins du monde, pour apprendre les langues qui y sont enseignées. Ils représentent six continents et viennent des pays suivants :
Asie : Chine, Inde, Indonésie, Israël, Philippines, Corée du Sud, Taiwan et Turquie.
Afrique : Égypte, Nigeria
Europe : Autriche, Finlande, France, Allemagne, Italie, Pays-Bas, Pologne, Portugal, Russie, Espagne, Suisse et Royaume-Uni.
Amérique du Nord : Canada, Mexique, États-Unis
Océanie : Australie
Amérique du Sud : Argentine, Bolivie, Brésil, Chili, Colombie, Équateur et Pérou.

### Académie DiaLogo
Venant d’une initiative étudiante en janvier 2018 et avec l’accord de l’Institut Polis, l’Académie DiaLogo est dorénavant une plateforme d’apprentissage de la langue. Elle a été fondée par deux alumni qui étudiaient les langues anciennes et sémitiques à l’Institut Polis, et enseigne les langues modernes que sont l’anglais et l’espagnol avec la méthode Polis. L’Académie DiaLogo a un partenaire académique avec l’Institut Polis.

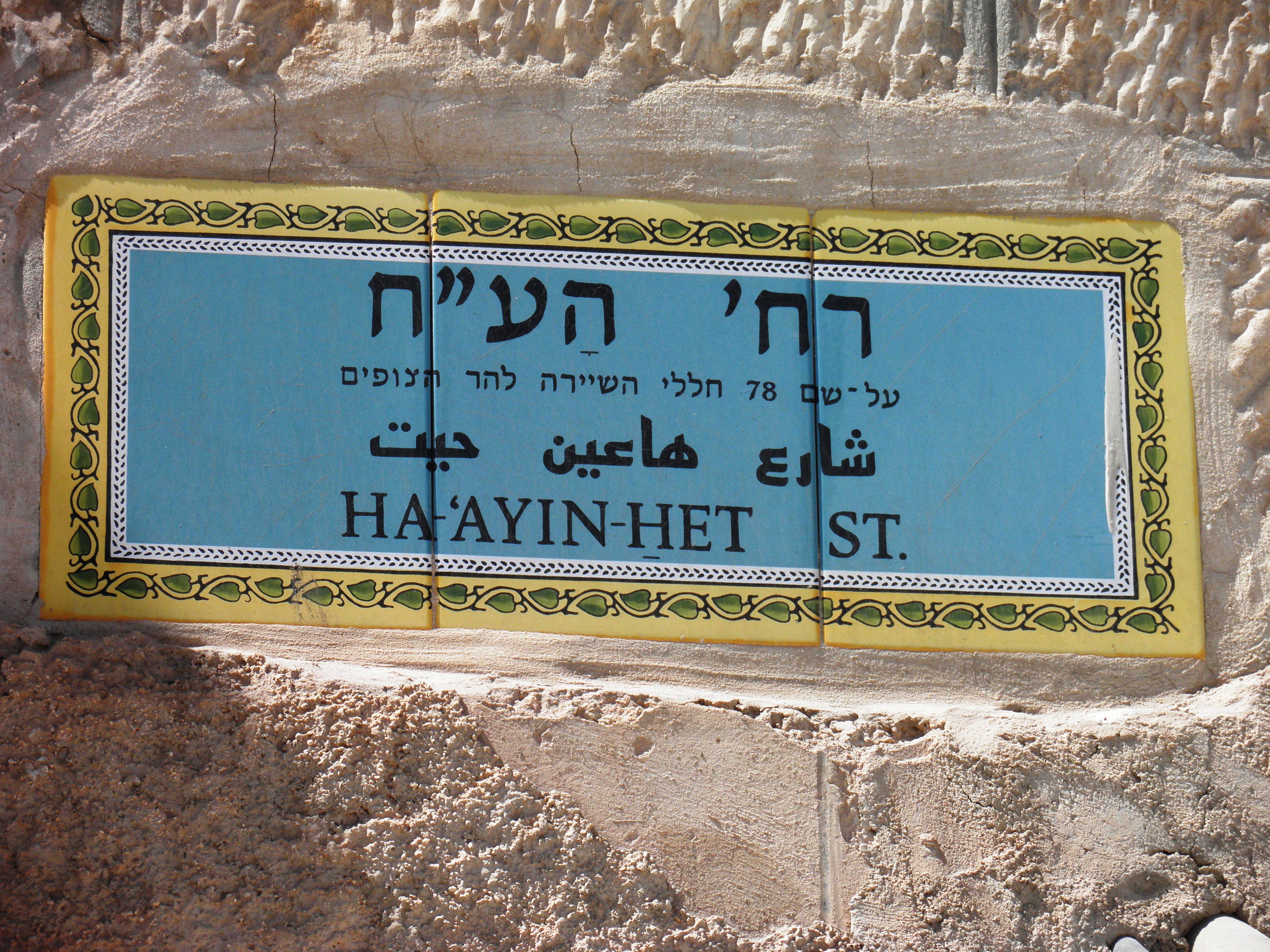
La rue Ha Ayin-Het où l'Institut Polis est situé, nommée en hommage aux 78 personnes tuées en 1948 lors du massacre du convoi médical de la Hadassah

### Situation
Le quartier de Musrara, où se situe l’Institut Polis, a été un espace de conflits ethniques et de tensions sociales. Un des conflits est commémoré par le nom de la rue où l’Institut se situe. La rue Ha Ayin-Het (Hébreu : הע״ח) signifie littéralement « la rue des 78 » en référence aux 78 personnes, dont une anonyme, tuées dans ce qui est connu sous le nom du Massacre du convoi médical de la Hadassah.
Depuis le temps il y a eu un grand renouveau qui attire les artistes, les intellectuels et des bénévoles de l’international. La situation centrale du quartier, au carrefour de différentes cultures, tout comme son histoire et son côté pittoresque, son des valeurs ajoutées. Avec l’Institut Polis, les autres institutions comme la Naggar School of photography, Media and New Music (un des nombreux noms de l’école d’art de Musrara) et le Musée de la couture contribuent à la nouvelle image du quartier. La Bezazel Academy of Art planifie aussi de déménager dans le quartier, au centre de la colonie russe de Jérusalem.
L’institut est proche des autres centres de recherches biblique à Jérusalem, comme l’Ecole Biblique et Archéologique de l’Alliance Française à Jérusalem et le Swedish Theological Institute.